# EC 1.4.1
La EC 1.4.1 è una sotto-sottoclasse della classificazione EC relativa agli enzimi. Si tratta di una sottoclasse delle ossidoreduttasi che include enzimi che utilizzano donatori di elettroni di tipo amminico ed accettori come NAD+ o NADP+.

## Enzimi appartenenti alla sotto-sottoclasse
| numero EC   | nome accettato                            |
| ----------- | ----------------------------------------- |
| EC 1.4.1.1  | alanina deidrogenasi                      |
| EC 1.4.1.2  | glutammato deidrogenasi                   |
| EC 1.4.1.3  | glutammato deidrogenasi (NAD(P)+)         |
| EC 1.4.1.4  | glutammato deidrogenasi (NADP+)           |
| EC 1.4.1.5  | L-amminoacido deidrogenasi                |
| EC 1.4.1.7  | serina 2-deidrogenasi                     |
| EC 1.4.1.8  | valina deidrogenasi (NADP+)               |
| EC 1.4.1.9  | leucina deidrogenasi                      |
| EC 1.4.1.10 | glicina deidrogenasi                      |
| EC 1.4.1.11 | L-eritro-3,5-diaminoesanoato deidrogenasi |
| EC 1.4.1.12 | 2,4-diaminopentanoato deidrogenasi        |
| EC 1.4.1.13 | glutammato sintasi (NADPH)                |
| EC 1.4.1.14 | glutammato sintasi (NAD)                  |
| EC 1.4.1.15 | lisina deidrogenasi                       |
| EC 1.4.1.16 | diaminopimelato deidrogenasi              |
| EC 1.4.1.17 | N-metilalanina deidrogenasi               |
| EC 1.4.1.18 | lisina 6-deidrogenasi                     |
| EC 1.4.1.19 | triptofano deidrogenasi                   |
| EC 1.4.1.20 | fenilalanina deidrogenasi                 |
| EC 1.4.1.21 | aspartato deidrogenasi                    |